# Sueños y caramelos
Sueños y caramelos (no Brasil: Sonhos e Caramelos) é uma telenovela mexicana infantil, produzida pela Televisa e exibida entre 24 de janeiro a 29 de julho de 2005, substituindo Misión S.O.S e sendo substituída por Pablo y Andrea.
É uma adaptação infantilizada da telenovela La pícara soñadora de 1991.
Foi protagonizada por Alessandra Rosaldo, René Strickler, Nashla Aguilar e Luciano Corigliano, com atuação estrelar de Maria Antonieta de las Nieves e antagonizada por Elizabeth Álvarez, Patricia Navidad e Pablo Magallanes.

## Sinopse
Desde que perdeu a mãe, quando tinha 3 anos, Sofia vive com seu avô Gonçalo, que é chefe de segurança do estabelecimento comercial Grandes Lojas. Sofia é uma garota com uma imaginação extraordinária que tem um mundo secreto. Como seu apartamento está dentro da loja, Sofia pode entrar nela à noite. Ali, vive maravilhosas aventuras com seus amigos. Durante o dia, a vida de Sofia é a de uma menina normal: vai à escola, e tem amigos com quem forma uma banda.
As Grandes Lojas pertencem à família Monraz. Quando o diretor da loja, Augusto Monraz, tem de fazer uma longa viagem de negócios, deixa em seu lugar seu irmão Rafael. Este percebe que as Grandes Lojas estão antiquadas, e as moderniza sem avisar ao irmão. Sua primeira ideia é criar algo que atraia crianças e pais, e por isso, contrata o grupo de Sofia. Assim se inicia uma nova etapa na vida de Sofia, onde pode enfim partilhar com seus amigos seu mundo de fantasia, onde tem de lutar contra as intrigas do gerente, Modesto Fregonar, que odeia as crianças, e contra Reinaldo e seu grupo musical, seus "rivais" na loja, e onde conhece uma criança chamada “Juan López”. Sofia pensa que ele é pobre e órfão, mas ele é na verdade Maurício, filho de Augusto Monraz. Maurício não conta a verdade por medo de perder a amizade dela, e aos poucos se vê preso na própria rede de mentiras.
Sofia se alegra quando Fátima chega com sua filhinha a viver com ela e seu avô. Fátima começa a trabalhar como coordenadora musical das crianças e Rafael se enamora dela, mesmo estando comprometido com uma jovem rica, frívola e materialista chamada Rocío, que aproveita qualquer oportunidade para fazer mal a Fátima.
As coisas se complicam quando, ao ver que as vendas melhoraram, Fregonar fica furioso e intensifica sua campanha contra as crianças. As brigas entre os dois grupos musicais se convertem em verdadeiras batalhas campais na loja. Reinaldo reconhece a Maurício e ameaça revelar sua verdadeira identidade a todos se ele não ajudá-lo a fazer com que demitam o grupo de Sofia. Para completar, Augusto regressa de sua viagem e não se alegra nada com as mudanças qua Rafael fez.

## Elenco
- Alessandra Rosaldo .... Fátima Gomes
- René Strickler .... Rafael Monraz Guillén
- Nashla Aguilar .... Sofia Ramires
- Luciano Corigliano .... Maurício Monraz/Juan López
- María Antonieta de las Nieves .... Antonieta Guillén de Monraz
- Raúl "Chóforo" Padilla .... Gonçalo Gutiérrez
- Manuel Saval .... Augusto Monraz Guillén
- Elizabeth Álvarez .... Rosa dos Santos
- Graciela Mauri .... Maricarmen
- Natalia Juárez .... Lúcia "Lucy" del Pilar Jurado
- Miguel Pérez ....  Pedro/Homero (Romeo menino)
- Patricia Navidad .... Débora León
- Lourdes Reyes .... Selene de Monraz
- Nora Salinas .... Guadalupe "Lupita"
- Pablo Magallanes .... Romeo
- Óscar Bonfiglio .... Carlo
- Roberto Blandón.... André San Martín/André Martins
- Alfonso Iturralde .... Gerardo
- Lalo "El Mimo" .... Fregonal "Precioso Jefazo"
- Polo Ortín .... Segundo
- Julio Vega..... Lauro
- José Elías Moreno..... Mauro
- Zully Keith .... Corina dos Santos
- Alejandro Ibarra .... Oswaldo Nerin
- Florencia de Saracho .... Ashley Monraz
- Alejandro Aragón .... Sandro
- Rosita Pelayo .... Lorenza
- Ricardo de Pascual .... Tapón
- Luis Gatica .... Máximo Guerra
- Perla Corona .... Adela de Guerra
- Daniel Continente .... Hernán Ibargoengouttia
- Roberto Miquel .... Roque Felix
- Eduardo Liñan .... General Ruben Carrilho
- Macarena Miguel .... Betina Monraz
- Ximena Orozco....Ximena..(a menina boneca)
- Mauricio Bueno .... Juan Lopes
- Diego Lara .... Reynaldo
- Martha Sabrina .... Bianca
- Rafael Valdez .... Memo
- Santiago Mirabent .... Rogério
- María Fernanda Sasian ..... Ana Valéria
- Giselle Kuri .... Maricruz Lechuga
- Ana Valeria Cerecedo .... Conchita
- Ana Paulina Cáceres .... Laura
- Mariely Sosa .... Iris
- Alejandro Lago Actor .... Clemente Cerillo
- Christian Stanley .... El Flaco
- Marcela Páez.... Maestra Ana
- Beatriz Monroy .... Inocencia
- Rosángela Balbó .... Magda
- María Prado .... Lucha Dora
- Aída Hernández .... Petra
- Fernando Nesme .... Yamil
- Patricia Martínez .... Ângela
- Alejandra Jurado .... Glória
- Haydée Navarra .... Soraya
- Pepe Magaña .... Buenavista
- Gloria Izaguirre .... Miroslava
- Roxana Saucedo .... Denisse
- Javier Herranz .... Eladio
- Alejandro Ruiz .... David
- Raquel Morell .... Rosaura
- Conrado Osorio .... Jaime
- Mané Macedo .... Irma
- Citalli Galindo .... Carmen
- Charly Valentino .... Ronco
- María Alicia Delgado .... Adelina ` Ady`
- Martín Rojas .... Cabo Tejada
- Benjamín Islas .... Valerio Rojo
- Roberto Tello ....  El Tracala
- Moisés Suárez .... Delfino
- Jorge Pascual Rubio .... Lic. Barbosa
- José Antonio Estrada .... Don Pablo
- Jorge Robles .... Goyo
- Loreta .... Karlita
- Sugey Ábrego .... Ada (Hija de Segundo)
- Zamorita .... Abuelo del Flaco
- Memo Dorantes .... Fachan
- Tristán .... El Gran Protector
- Guadalupe Bolaños .... Jovita
- Lucia Fernanda .... Olgita
- Fernando Juramillo .... Genaro
- Daniela Zavala .... Felipa
- Jorge Alberto Bolaños .... Comandante
- Ismael Fardín .... Policia Ajudante de Romeo
- Ricardo Silva.... Sr. Moreno

## Exibição no Brasil
Foi exibida em horário nobre no Brasil pela Rede CNT, entre 10 de novembro de 2008 a 17 de abril de 2009, substituindo Manancial e sendo substituida por Marimar.
Foi exibida em 2020 pelo canal TLN Network.

## Dublagem brasileira
Estúdio: BKS
- Nashla Aguilar (Sofía): Flora Paulita
- Luciano Corigliano (Mauricio Monraz): Daniel Garcia
- Alessandra Rosaldo (Fatima): Daniella Piquet
- René Strickler (Rafael Monraz): Ricardo Teles
- María Antonieta de las Nieves (Antonieta de Monraz): Sandra Mara Azevedo
- Elizabeth Álvarez (Rocío de los Santos): Lúcia Helena
- Ricardo de Pascual (Tapon): Sérgio Rufino
- Rosita Pelayo (Lorenza): Maralisi Tartarine
- Lalo "el Mimo" (Modesto Fregonar): Ivo Roberto "Tatu"
- Raúl Padilla (Gonçalo): Gileno Santoro
- Lourdes Reyes (Selene Monraz): Isabel de Sá
- Óscar Bonfiglio (Carlos): Armando Tiraboschi
- Patricia Navidad (Deborah): Eleonora Prado
- Manuel Saval (Augusto Monraz): Sérgio Corcetti
- Alejandro Lugo (Clemente): Júlia Castro

## Prêmios e Indicações

### Premios TVyNovelas 2006
| Categoria               | Pessoa                   | Resultado |
| ----------------------- | ------------------------ | --------- |
| Melhor primeiro ator    | Raúl "Chóforo" Padilla   | Nomeado   |
| Melhor atuação infantil | Macarena Miguel          | Nomeada   |
| Melhor atuação infantil | Nashla Aguilar           | Nomeada   |
| Melhor direção de cena  | Lilí Garza Karina Duprez | Nomeadas  |